# David Coleman
David Coleman (26 de abril de 1926 - 21 de diciembre de 2013) fue un comentarista deportivo y presentador de televisión británico que trabajaba para la BBC durante más de 40 años. Él cubrió once Juegos Olímpicos de 1960 a 2000, y seis Copas del Mundo de fútbol.
Presentó algunos de los programas deportivos más importantes de la BBC, incluyendo Grandstand y Sportsnight, y fue el anfitrión de A Question of Sport durante 18 años. Se retiró de la BBC en 2000. Más tarde ese mismo año se convirtió en la primera cadena en recibir el premio Orden Olímpica, en reconocimiento a su contribución al movimiento olímpico.
El 21 de diciembre de 2013, Coleman murió después de una breve enfermedad.